# Salva du Béal
Pour les articles homonymes, voir du Béal.
Salva du Béal, nom de plume de Marie Élisabeth Salvagniac, née le 1er février 1851 à Pornic et morte le 7 février 1923 à Brest, est une écrivaine de romans sentimentaux.

## Biographie
Fille de Cyprien Pierre Barthélémy Salvagniac, receveur de l'enregistrement et des domaines, et de Claudine Étiennette dite Henriette Desmond, son épouse, Marie Élisabeth naît à Pornic en 1851.
En 1888, elle commence à écrire des romans sentimentaux pour jeunes filles.
Elle coécrit par ailleurs des ouvrages d'éducation. Elle meurt en 1923 à Brest,.

## Œuvre
- Histoire intime, Firmin Didot, 1888
- Trop petite, 1890réédité en 1921 dans la collection « Stella » No 18
- L'Abbaye, Henri Gautier, 1890
- Le Médecin de Lochrist, Henri Gautier, 1892réédité dans la collection « Stella » No 31
- Demi-sœur, Henri Gautier, 1922réédité dans la collection « Foyer-romans » No 2
- Les Carnets de ma tante, Paillart, 1911
- Enez-Heussa, collection « Foyer-romans » No 14, 1923
- Autour d'Yvette, 1927collection « Stella » No 160

### Sous le pseudonyme de Gabrielle Béal
- Histoire intime, Firmin Didot, 1888dans la coll. « Bibliothèque des mères de famille »
- Trop petite, Henri Gautier, 1890
- Le médecin de Lochrist, Henri Gautier, 1891

#### En collaboration avec son amieM. Maryan
- Le Fond et la Forme, le savoir-vivre pour les jeunes filles, Bloud, 1896
- Le Savoir-vivre pour les jeunes gens, Bloud, 1888
- Le Féminisme de tous les temps, Bloud, 1896